# 圣卢贝斯
圣卢贝斯（法語：Saint-Loubès，法語發音：[sɛ̃ lubɛs]）是法国吉伦特省的一个市镇，属于波尔多区。

## 地理
圣卢贝斯（44°55'2"N, 0°25'41"W）面积25.07 平方千米，位于法国新阿基坦大区吉倫特省，该省份为法国西南部沿海省份，是法國本土面积最大的省，北起滨海夏朗德省，西临大西洋，南至朗德省，东南接洛特-加龍省，东临多爾多涅省。
与圣卢贝斯接壤的市镇（或旧市镇、城区）包括：吕贡和利勒迪卡尔奈、伊夫拉克、昂巴雷斯和拉格拉沃、阿斯克、伊宗、蒙蒂桑、圣厄拉利、圣罗曼拉维尔韦、圣叙尔皮斯和卡梅拉克、圣樊尚德保罗、屈布扎克莱蓬。

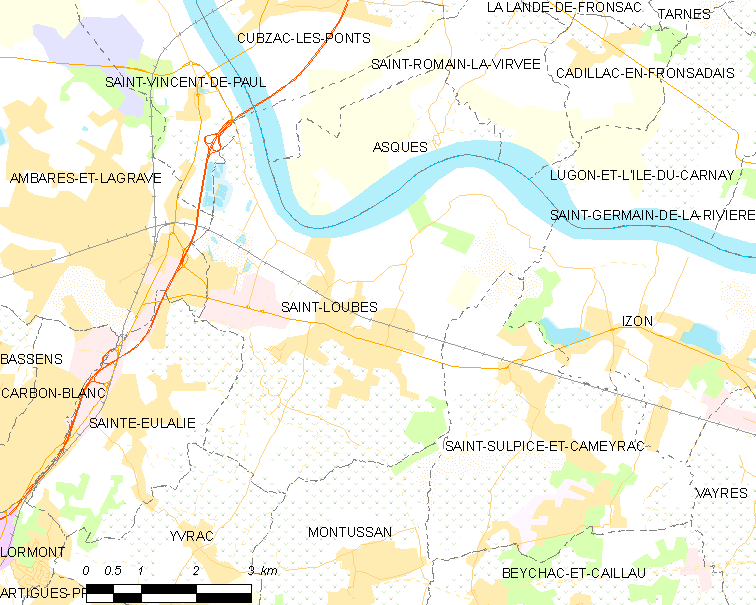
圣卢贝斯的OSM定位图

圣卢贝斯的时区为UTC+01:00、UTC+02:00（夏令时）。

## 行政
圣卢贝斯的邮政编码为33450，INSEE市镇编码为33433。

## 政治
圣卢贝斯所属的省级选区为半岛县。

## 人口

1962-2008年间圣卢贝斯人口变化图示

圣卢贝斯于2022年1月1日时的人口数量为10057人。